# Plataforma de desarrollo
En informática, una plataforma de desarrollo es el ambiente o entorno de software común en el cual se desenvuelve la programación de un grupo definido de aplicaciones. Comúnmente se encuentra relacionada directamente a un sistema operativo; sin embargo, también es posible encontrarla ligada a una familia de lenguajes de programación o a una interfaz de programación de aplicaciones (API, por las siglas en inglés: Application Programming Interface). Cabe recordar que funciona como sistema plataforma o multiusuario.